# Homonacna
Homonacna là một chi bướm đêm thuộc họ Noctuidae.